# Kabinett Bratušek

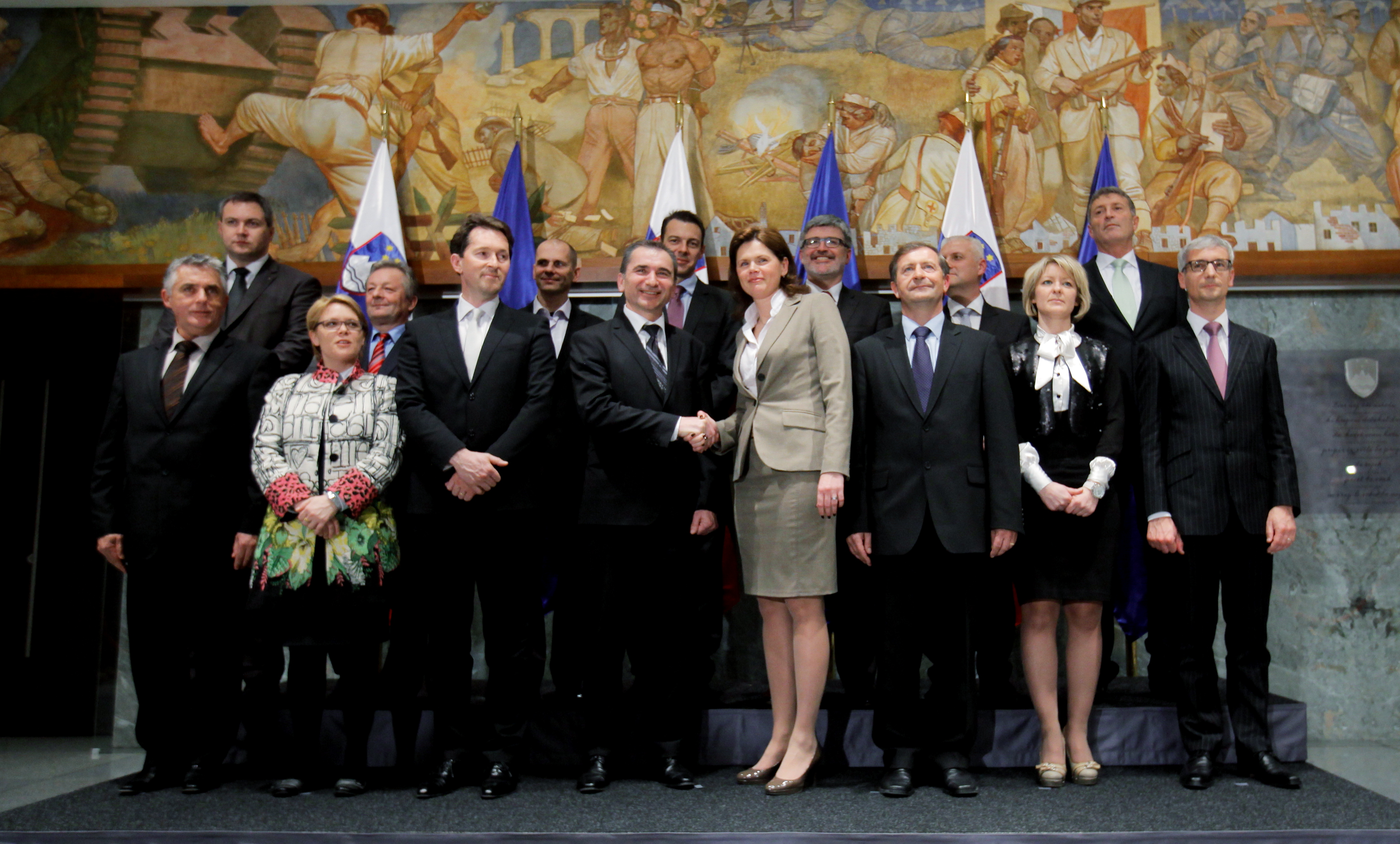
Kabinett Bratušek (2013)

Das Kabinett Bratušek war vom 20. März 2013 bis zur Vereidigung des Nachfolgekabinetts, des Kabinetts Cerar, am 18. September 2014 die slowenische Regierung.
Das Bratušeks Regierung war das Kabinett Janša II unter Führung von Janez Janša vorausgegangen und sie war die erste slowenische Regierung unter Führung einer Frau. Nach ihrem Rücktritt vom Amt der Ministerpräsidentin am 5. Mai 2014 kam es zu vorzeitigen Neuwahlen, aus denen Miro Cerars Partei Stranka Mira Cerarja als Siegerin hervorging und Cerar daraufhin am 25. August 2014 zum neuen Ministerpräsidenten gewählt wurde.

## Mitglieder
| Amt                                                      | Amtsinhaber       | Partei |
| -------------------------------------------------------- | ----------------- | ------ |
| Ministerpräsident                                        | Alenka Bratušek   | PS     |
| Außenminister                                            | Karl Erjavec      | DeSus  |
| Minister für Landwirtschaft und Umwelt                   | Dejan Židan       | SD     |
| Minister für Bildung, Wissenschaft, Kultur und Sport     | Jernej Pikalo     | SD     |
| Gesundheitsminister                                      | Alenka Trop Skaza | PS     |
| Justizminister                                           | Senko Pličanič    | DLGV   |
| Minister für wirtschaftliche Entwicklung und Technologie | Metod Dragonja    | PS     |
| Innenminister                                            | Gregor Virant     | DL     |
| Finanzminister                                           | Uroš Čufer        | PS     |
| Arbeits-, Familien- und Sozialminister                   | Anja Kopač Mrak   | SD     |
| Verkehrsminister                                         | Samo Omerzel      | DL     |
| Verteidigungsminister                                    | Roman Jakič       | PS     |
| Minister für die Slowenen in Ausland                     | Gorazd Žmavc      | DeSuS  |

## Nachweise
1. ↑  Koalition in Slowenien besiegelt Der Standard, 14. März 2013
2. ↑  Regierung vom Parlament bestätigt Der Standard, 20. März 2013
3. ↑  ab Februar 2014; nach dem Rücktritt von Tomaž Gantar am 25. November 2013 hatte Karl Erjavec das Amt kommissarisch ausgeübt, siehe Slovenian anti-graft body resigns, cites lack of political support (Memento des Originals vom 7. Dezember 2013 im Internet Archive)  Info: Der Archivlink wurde automatisch eingesetzt und noch nicht geprüft. Bitte prüfe Original- und Archivlink gemäß Anleitung und entferne dann diesen Hinweis.
4. ↑  ab Februar 2014; nach dem Rücktritt von Stanko Stepišnik am 20. November 2013 hatte Uroš Čufer das Amt kommissarisch ausgeübt, siehe Sloweniens Wirtschaftsminister Stepisnik zurückgetreten (Memento vom 7. Dezember 2013 im Internet Archive)
5. ↑  ab 3. April 2013 als Nachfolger des zurückgetretenen Igor Maher, siehe Ministerwechsel nach Minimalzeit (orf.at, 3. April 2013)
6. ↑  ab Februar 2014 als Nachfolger von Tina Kormel